# Karel Pošta
Karel Pošta (28. září 1914 Plzeň – 8. ledna 1961 Británie) byl československý válečný letec, nositel záslužného leteckého kříže, plukovník in memoriam. Byl vynikající letecký akrobat.

## Život a působení
Narodil se v Plzni v rodině dělníka plzeňských Škodových závodů. U této firmy se vyučil mechanikem. Pilotní diplom získal v plzeňském Aeroklubu na letišti Plzeň–Bory. V letech 1933 až 1935 studoval na škole pro odborný dorost letectva v Prostějově. Poté se stal příslušníkem 34. stíhací letky. Dne 12. 5. 1939 emigroval do Polska, odtud odplul do Francie a jako pilot se zúčastnil leteckých bitev nad Francií. Po porážce Francie se dostal přes severní Afriku do Velké Británie, kde vstoupil do Royal Air Force. Dne 19. 9. 1940 byl přidělen k 312. československé stíhací peruti, kde přispěl k věhlasu této perutě. Od 15. 11. 1944 do 17. 2. 1945 byl velitelem letky A této perutě. Po válce sloužil na letišti v Českých Budějovicích, kde dělal mj. velitele cvičné letky. Po únoru 1948 emigroval do Británie; jeho rodina (měl anglickou manželku a malou dcerku) odjela do Británie před ním.

## Vyznamenání
Podle publikace Vojenské osobnosti československého odboje 1939–1945
- Československý válečný kříž 1939, udělen 5x
- Záslužný letecký kříž (Distinguished Flying Cross)
- Československá medaile Za chrabrost před nepřítelem,, udělena 3x
- Československá vojenská medaile za zásluhy, I. stupeň
- Pamětní medaile československé armády v zahraničí, se štítky Francie a Velká Británie

- Croix de Guerre avec deux etoiles de vermeil

- The 1939–1945 Star with Battle of Britain Clasp
- Air Crew Europe Star with France Germany Clasp
- Atlantic Star,
- Defence Medal
- War Medal